# Olympische Sommerspiele 2024/Schwimmen – 200 m Schmetterling (Frauen)
Der Schwimmwettkampf über 200 Meter Schmetterling der Frauen bei den Olympischen Spielen 2024 in Paris wurde am 31. Juli und 1. August 2024 in der Paris La Défense Arena ausgetragen. Titelverteidigerin war die Chinesin Zhang Yufei, die in Tokio mit neuem olympischen Rekord den Wettbewerb gewann.

## Rekorde

### Bestehende Rekorde
Vor Beginn der Olympischen Spiele waren folgende Rekorde gültig:
| Weltrekord         | Liu Zige    | 2:01,88 min | Jinan | 21. Oktober 2009 |
| Olympischer Rekord | Zhang Yufei | 2:03,86 min | Tokio | 29. Juli 2021    |

### Neue Rekorde
| Olympischer Rekord | Summer McIntosh | 2:03,03 min | Paris | 1. August 2024 |

## Titelträgerinnen
| Olympische Spiele 2020       | Zhang Yufei    | 2:03,86 min | Tokio             |
| Weltmeisterschaften 2024     | Laura Stephens | 2:07,35 min | Doha              |
| Afrikaspiele 2023            | Nour Elgendy   | 2:15,12 min | Accra             |
| Panamerikanische Spiele 2023 | Dakota Luther  | 2:09,97 min | Santiago de Chile |
| Asienspiele 2022             | Zhang Yufei    | 2:05,57 min | Hangzhou          |
| Europameisterschaft 2022     | Lana Pudar     | 2:06,81 min | Rom               |
| Pazifikspiele 2023           | Lara Grangeon  | 2:15,18 min | Honiara           |

## Qualifikation
Als Olympische Normzeit (OQT) wurde eine Zeit von 2:08,43 Minuten festgelegt. Athletinnen die diese Zeit im Qualifikationszeitraum (1. März 2023 bis 23. Juni 2024) erreichen dürfen an den Start gehen. Die Anzahl der Athletinnen ist auf maximal zwei pro NOK beschränkt. Darüber hinaus werden weitere Plätze an Schwimmerinnen vergeben, die die Olympische Basiszeit (OCT) von 2:09,07 Minuten geschwommen sind (maximal eine Schwimmerin pro NOK). Über Universalstartplätze besteht eine weitere Chance für die Teilnahme, auch für Athletinnen die keine der beiden Normzeiten schwimmen konnten.

## Ergebnisse

### Vorläufe
Die schnellsten 16 Schwimmerinnen qualifizierten sich für das Halbfinale.
| Rang | Lauf | Bahn | Athletin              | Nation                  | Zeit        | Anmerkung |
| ---- | ---- | ---- | --------------------- | ----------------------- | ----------- | --------- |
| 1    | 3    | 5    | Zhang Yufei           | China                   | 2:06,55 min | Q         |
| 2    | 2    | 4    | Regan Smith           | Vereinigte Staaten      | 2:06,99 min | Q         |
| 3    | 3    | 3    | Abbey Connor          | Australien              | 2:07,13 min | Q         |
| 4    | 2    | 6    | Helena Rosendahl Bach | Dänemark                | 2:07,34 min | Q         |
| 5    | 2    | 5    | Alex Shackell         | Vereinigte Staaten      | 2:07,49 min | Q         |
| 6    | 3    | 4    | Summer McIntosh       | Kanada                  | 2:07,70 min | Q         |
| 7    | 1    | 6    | Keanna MacInnes       | Großbritannien          | 2:08,46 min | Q         |
| 8    | 1    | 4    | Elizabeth Dekkers     | Australien              | 2:08,97 min | Q         |
| 9    | 2    | 3    | Airi Mitsui           | Japan                   | 2:09,12 min | Q         |
| 10   | 2    | 2    | Boglárka Kapás        | Ungarn                  | 2:09,28 min | Q         |
| 11   | 3    | 6    | Chen Luying           | China                   | 2:09,31 min | Q         |
| 12   | 1    | 5    | Lana Pudar            | Bosnien und Herzegowina | 2:09,32 min | Q         |
| 13   | 3    | 7    | Georgia Damasioti     | Griechenland            | 2:09,55 min | Q         |
| 14   | 1    | 3    | Laura Stephens        | Großbritannien          | 2:10,46 min | Q         |
| 15   | 3    | 2    | Hiroko Makino         | Japan                   | 2:10,79 min | Q         |
| 16   | 1    | 2    | Laura Cabanes         | Spanien                 | 2:10,82 min | Q         |
| 17   | 2    | 7    | Anja Crevar           | Serbien                 | 2:18,46 min |           |
| 18   | 1    | 7    | Alondra Ortíz         | Costa Rica              | 2:18,56 min |           |
| 19   | 3    | 1    | Lia Lima              | Angola                  | 2:22,19 min |           |

### Halbfinale
Die schnellsten 8 Schwimmerinnen qualifizierten sich für das Finale.
| Rang | Lauf | Bahn | Athletin              | Nation                  | Zeit        | Anmerkung |
| ---- | ---- | ---- | --------------------- | ----------------------- | ----------- | --------- |
| 1    | 1    | 3    | Summer McIntosh       | Kanada                  | 2:04,87 min | Q         |
| 2    | 1    | 4    | Regan Smith           | Vereinigte Staaten      | 2:05,39 min | Q         |
| 3    | 2    | 4    | Zhang Yufei           | China                   | 2:06,09 min | Q         |
| 4    | 1    | 6    | Elizabeth Dekkers     | Australien              | 2:06,17 min | Q         |
| 5    | 2    | 3    | Alex Shackell         | Vereinigte Staaten      | 2:06,46 min | Q         |
| 6    | 1    | 5    | Helena Rosendahl Bach | Dänemark                | 2:06,65 min | Q, NR     |
| 7    | 2    | 5    | Abbey Connor          | Australien              | 2:07,10 min | Q         |
| 8    | 1    | 1    | Laura Stephens        | Großbritannien          | 2:07,53 min | Q         |
| 9    | 2    | 6    | Keanna MacInnes       | Großbritannien          | 2:08,04 min |           |
| 10   | 2    | 7    | Chen Luying           | China                   | 2:08,07 min |           |
| 11   | 2    | 2    | Airi Mitsui           | Japan                   | 2:08,71 min |           |
| 12   | 1    | 7    | Lana Pudar            | Bosnien und Herzegowina | 2:08,74 min |           |
| 13   | 2    | 8    | Hiroko Makino         | Japan                   | 2:09,16 min |           |
| 14   | 1    | 2    | Boglárka Kapás        | Ungarn                  | 2:09,23 min |           |
| 15   | 2    | 1    | Georgia Damasioti     | Griechenland            | 2:10,25 min |           |
| 16   | 1    | 8    | Laura Cabanes         | Spanien                 | 2:10,60 min |           |

### Finale
| Rang | Bahn | Athletin              | Nation             | Zeit        | Anmerkung  |
| ---- | ---- | --------------------- | ------------------ | ----------- | ---------- |
| 1    | 4    | Summer McIntosh       | Kanada             | 2:03,03 min | OR, WJ, AM |
| 2    | 5    | Regan Smith           | Vereinigte Staaten | 2:03,84 min | NR         |
| 3    | 3    | Zhang Yufei           | China              | 2:05,09 min |            |
| 4    | 6    | Elizabeth Dekkers     | Australien         | 2:07,11 min |            |
| 4    | 7    | Helena Rosendahl Bach | Dänemark           | 2:07,11 min |            |
| 6    | 2    | Alex Shackell         | Vereinigte Staaten | 2:07,73 min |            |
| 7    | 1    | Abbey Connor          | Australien         | 2:08,15 min |            |
| 8    | 8    | Laura Stephens        | Großbritannien     | 2:08,82 min |            |